# Стикни (кратер)
Стикни (на английски: Stickney) е огромен кратер на планетоида Фобос, спътник на планетата Марс. Кратерът е с диаметър 9 km., което е повече от една трета от размера на самия спътник.
Предполага се, че кратерът се е образувал при сблъсък на Фобос с астероид. Повърхността на спътника е покрита с множество бразди, широки между 200 и 300 метра и дълбоки до 30 метра, които се разпростират радиално от мястото на удара.
Кратерът е наречен на Клои Анджелин Стикни Хол, съпруга на Асаф Хол, който е открил Фобос.

## Галерия
- Фобос, заснет от Викинг 1. Стикни е в полусянка вляво